# Veslokljunke
Veslokljunke (Polyodontidae), porodica riba iz reda Acipenseriformes koja dobiva ime po izduženoj njuški. Sastoji se od dva roda, svaki s jednom vrstom, to su kineska veslokljunka (Psephurus gladius) i američka veslokljunka (Polyodon spathula). Obje vrste su slatkovodne ribe demersalne zone. 
Psephurus gladius je bila endemska u rijeci Yangtze. Američka vrsta živi u sistemu Mississippija, ujključujući i Missouri i Ohio s pritokama.